# Bucciali

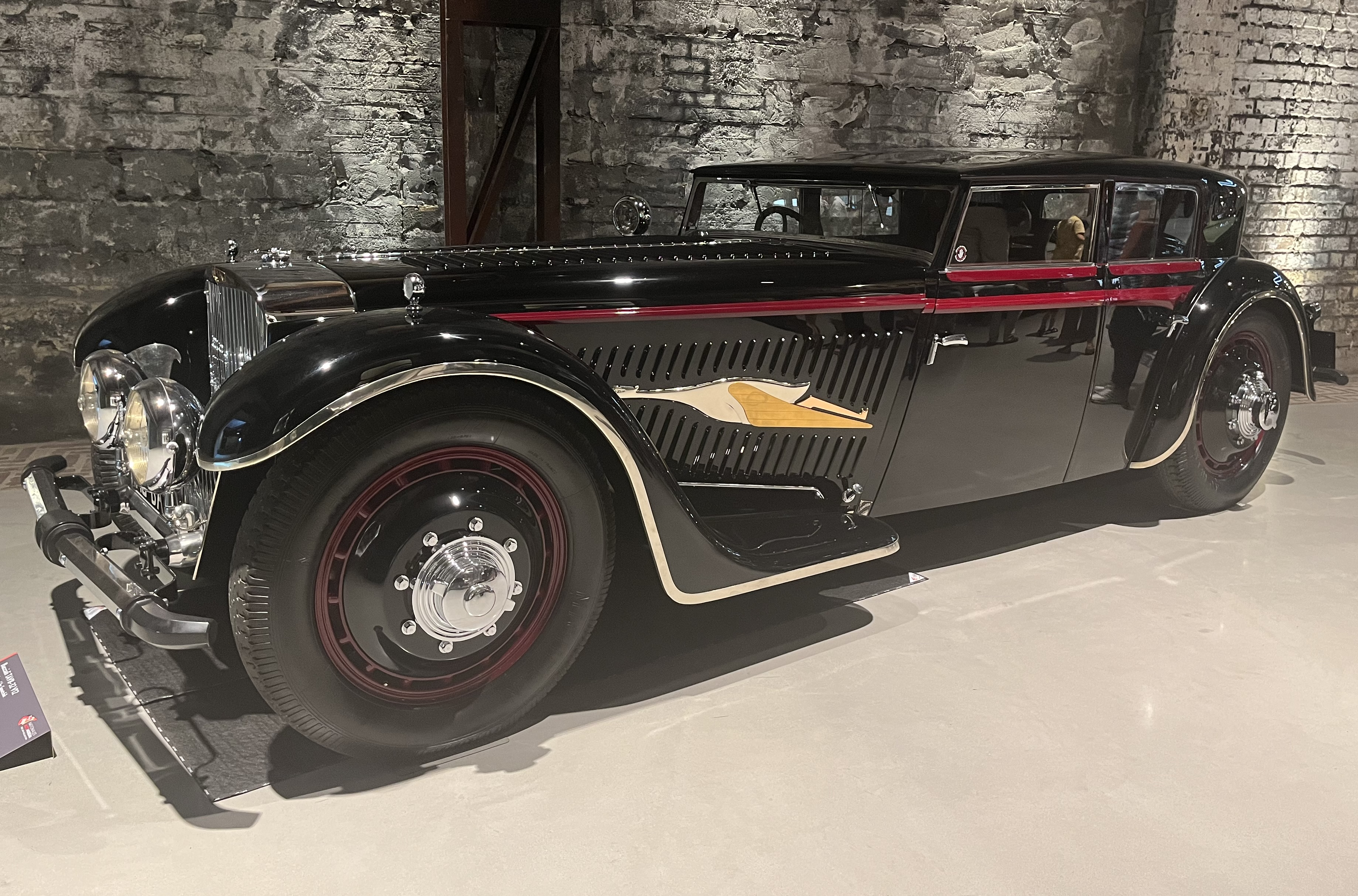
Bucciali TAV 8-32

Automobiles Bucciali var en fransk biltillverkare som verkade i Courbevoie, Île-de-France mellan 1922 och 1933. 
Bröderna Paul-Albert och Angelo Bucciali började bygga småbilar under namnet Buc efter första världskriget. På bilsalongen i Paris 1928 presenterade bröderna Bucciali en avancerad framhjulsdriven lyxbil kallad Bucciali TAV (Traction AVant). Totalt byggdes inte fler än sex exemplar innan företaget avvecklades i sviterna av den stora depressionen.